# Фармацевтичен мениджмънт
Фармацевтичният мениджмънт включва управление, контрол и регулиране на различни сфери във фармацията.
С него се занимават различни представители на фармацевтични компании, собственици на аптеки, фармацевти, дистрибутори на лекарствени средства или политици, работещи в областта на здравеопазването. Сред тях са: органите на държавната администрация, отговарящи за националната лекарствена политика и регулиращи фармацевтичния сектор; международни, национални и локални фармацевтични и козметични фирми и представителства; аптеки, аптечни вериги и складове; здравно-осигурителни организации и консултантски центрове.

## Области
Фармацевтичният мениджмънт обхваща различни области като икономика (икономика на фармацевтичния сектор, фармакоикономика, статистически анализ, финансов мениджмънт, счетоводство), мениджмънт (стратегическо управление, управление на човешките ресурси, бизнес планиране, организационно поведение, предприемачество, системи за управление на качеството), маркетинг (управление на продажбите, дистрибуционна политика, реклама, търговско представителство, маркетингови анализи, стратегии), право (търговско и патентно право, правно регулиране на фармацевтичния сектор).

## Значение
Фармацевтичният мениджмънт отговаря за предотвратяването на различни рискове за здравето на потребителя – недостиг на жизнено-необходими медикаменти, прием на некачествени или фалшиви лекарства, както и на грешно предписани такива, което може да влоши болестта или да я превърне в хронична.

## Нива
- Висшият мениджмънт (политическо ниво) обхваща Министерски съвет, Министерство на здравеопазването, Национална здравно-осигурителна каса и управителния съвет на дадена фирма.
- Координиращият мениджмънт (средно ниво) включва Регионален център по здравеопазването, Районна здравно-осигурителна каса и изпълнителния директор на дадена фирма.
- Оперативен мениджмънт – включва директора на болницата или диспансера, управителя на аптечния склад и ръководителя на аптеката.

## Цели
Целите във фармацевтичния мениджмънт биват от икономическо, социално, организационно или финансово естество, а според времето за реализация бива стратегическа (дългосрочна цел, чието изпълнение трябва да се осъществи от 3 до 5 години), тактическа (средносрочна, до 1 година) или оперативна (краткосрочна, изпълнява се в кратък срок от време или веднага). решаването на проблеми, които биха ограничили свободния достъп на медикаменти до потребителя. Такива биха могли да бъдат повишените нужди, ограничения в ресурсите, законови промени, забраняващи един вид лекарства или ограничаващи внасянето на друг. Част от работата на мениджърите е и да откриват и контролират завишени цени в етапите на селекция, производство и дистрибуция на лекарствените вещества.

## Реклама
Целта на рекламата е фармацевтичните фирми да запознаят населението с терапевтичния ефект на нов или вече известен продукт и по този начин да стимулират неговата продажба. Всяка реклама се извършва със съгласието на притежателя на разрешителното за употреба. Тя може да е насочена не само към широката аудитория, но и към висококвалифицираните медицински работници. Изискванията към рекламата включват задължителни предупредителни текстове. Освен това продуктът не трябва да е представен така, че да изключва необходимостта от медицинска консултация или интервенция, да не внушава, че ефектът от употребата е гарантиран и да не се споменава цена.

## Маркетингова политика
Тя цели установяването на реалните нужди на пациентите от лекарствени продукти. Това се постига най-лесно и обективно чрез наблюдението им – колко души влизат в аптеката, какви са продуктите, които закупуват, каква е цената на два еднакви продукта в различните аптеки. Друг начин за анализиране на пазара е анкетиране на определена група хора. Основен принцип за успешна маркетингова политика е да се накара хората да променят своите навиците. Хората, които са сигурни в качеството на предлаганите продукти и услуги в една аптека, са тези които биха влизали само в нея, а не при конкурентна такава. За да бъде предпочетена една аптека пред друга тя трябва да притежава някои предимства като местоположение, начин на обслужване, възможност за консултация на пациентите, разнообразие от предлагани продукти, цена и възможност за допълнителни услуги като измерване на кръвно налягане.